# 羽毛昙花
羽毛昙花，俗称羽叶昙花、昆布孔雀，是仙人掌科昙花属的一种植物，原产墨西哥南部。羽毛昙花曾独立成属，亦曾归属于蛇鞭柱属，但分子系统发生学研究表明羽毛昙花是昙花属最基部的一个种。